# 加州理工州立大學

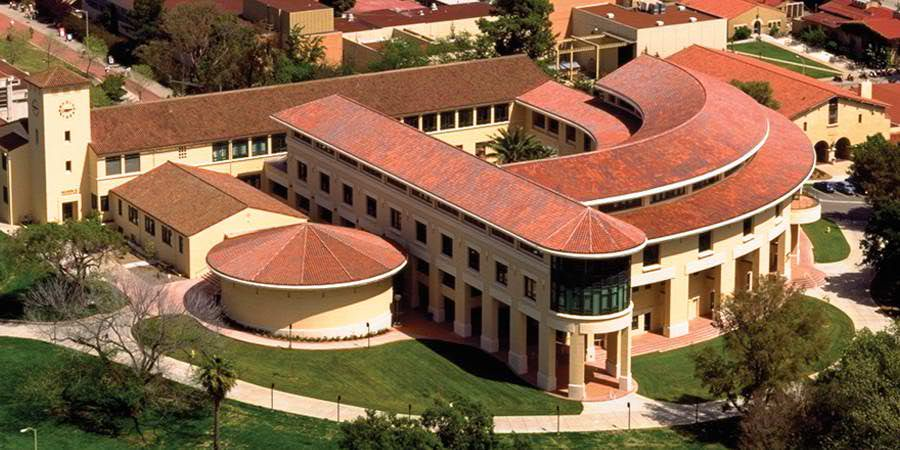
歐法利商學院

加利福尼亞理工州立大學（常用簡稱：加州理工州立大學、Cal Poly）成立於1901年，是一所歷史悠久的綜合科技性公立大學，也常被稱作加州科大，校園位於位於美國加州聖路易斯-奧比斯保。校园的前身是一所职业中学。加州理工州立大學是屬於加利福尼亞州立大學（California State University）系統的大學之一，是为拥有23所大学的加州州立大学系统中的两所工科大学的其中一所，以工程學、商學、農業學、生物學及社會科學為主要專業。学校目前提供65个学士学位、39个硕士学位以及13个证书；学校目前没有授予博士学位。
學校幅員遼闊，臨近聖路易斯奧比斯保山岳，距離加州中心海灘僅幾分鐘的路程。學校是加州佔地規模第二大的高等院校，約有9678英畝(第一為柏克萊加州大學)。 根據加州理工州立大學作出的錄取率姿態，美國世界與新聞報道描述該校是屬於“更挑揀”的學校種類。學校2019年一年級新生錄取率為28%，2015 轉學學生錄取率為17.8%。近年來入學申請人數皆高於64000人，依學生人數排列，七大學院中最大的學院分屬於工程，農業，和景觀設計   加州理工州立大學是美國州立高等院校協會和美國州立大學和增地學院協會成員。加州理工州立大學的校訓為“以實踐學習”或者"從做中學" (learn by doing)。學校是加利福尼亞州三所加入大西部聯盟運動協會的高校之一。

## 校史

### 概览
1901年，时任加州州长Henry T. Gage签署加州理工学校（California Polytechnic School）的法案，标志着加州理工州立大学的成立。校园由Myron Angel成立并取名为加州理工学校（California Polytechnic School）。学校提供3年中学阶段课程并于1903年10月1日正式开学，第一个入学的班级总共有20名学生，随后学校规模持续稳定地扩大。但是在上世纪10年代中期到20年代末期，第一次世界大战的爆发导致学校招生人数下降以及预算大幅削减；而所带来的后果就是学校不得不缩减班级数量。
加州理工州立大学曾在1924年由加州教育委员会（California State Board of Education）管理。1933年，教育委员会把加州理工州立大学改为一个2年制的职业技术学校，随后学校于1940年开始提供文科学士学位，并于1942年举行了第一次学士毕业会考练习。学校在1947年更名为加州州立职业技术学院（California State Polytechnic College）以更好地反映其更高等级的教育水平。1949年，学校开始提供文科硕士学位。学校和其他一些州立大学于1960年开始不由加州教育委员会管理，改由自行组成的加州州立大学系统自主管理。
学校在1967年被认可提供理学硕士学位。1967年到1970年间，学校课程被重新划分进不同的学院（如科学和数学学院，农业与自然资源学院和1968年创立的建筑学院）。加州理工州立大学的调频广播电台（站号KCPR）也于1968年开始播音。州议会于1971年再次重名学校官方名称为加州理工州立大学（California Polytechnic State University）。自上世纪70年代以来，学校持续招生并逐步扩大规模，并在建立起了许多具有代表性的校园建筑。加州理工州立大学在2001年举行了100周年校庆，同时启动了一项2.25亿美金的筹款活动；这也是加州州立大学（CSU）有史以来最大的集资活动。最终共有超过81,000名资助人在这次活动中资助了超过2.64亿的资金。2015年加州理工州立大学的1.947亿美元的基金总额在美国和加拿大828所高等院校中排名第314位。

### 1960年橄榄球队飞机失事
1960年10月29日，一架搭载着加州理工州立大学橄榄球队的包机在俄亥俄州托莱多市机场起飞返航时坠毁。机上48人有22人遇难，其中包括16名运动员。

### 女性招生政策
1904年，加州理工州立大学以男女同校的性质开学并招收了首批40名男性学生和12名女性学生。学校在1930年到1956年间曾一度拒绝女性学生入学，后来再次转为男女同校。学校目前为男女同校，2015年秋季新生有46.7%为女性。

### 校名
学校在相关文件中指明其官方名称为“加州理工州立大学”（California Polytechnic State University），官方英文简写为“Cal Poly”。如必要时区分其和其以前的卫星院校“Cal Poly Pomona”，校名“Cal Poly San Luis Obispo”偶尔也会被使用。加州州立大学系统的相关文件确定了学校名称为“加州理工州立大学圣路易斯·奥比斯波分校”（California Polytechnic State University, San Luis Obispo）。

### 历届校长
- Leroy Anderson, 1902年–1907年
- Leroy Burns Smith, 1908年–1914年
- Robert Weir Ryder, 1914年–1921年
- Nicholas Ricciardi, 1921年–1924年
- Margaret Chase（代理校长）, 1924年
- Benjamin Ray Crandall, 1924年–1933年
- Julian A. McPhee, 1933年–1966年
- Dale W. Andrews（代理校长）, 1966年–1967年
- Robert E. Kennedy, 1967年–1979年
- Warren J. Baker, 1979年–2010年
- Robert Glidden（代理校长）, 2010年–2011年
- Jeffrey D. Armstrong, 2011年至今

## 校园

### 院系設置
加州理工州立大學目前有七個學院組成。
- 農業、食品與環境科學學院（College of Agriculture, Food and Environmental Sciences）
- 建築與環境設計學學院（College of Architecture and Environmental Design）
- 歐法利商學院（Orfalea College of Business）
- 工學院（College of Engineering）
- 人文學院（College of Liberal Arts）
- 數理科學學院（College of Science and Mathematics）
- 科切特教育學院 （Cotchett School of Education）

### 學術
由於該校沒有授予博士學位，所以並沒有參加部分世界大學排名和全國大學排名。但截至2021年，該校已經蟬聯28年美國西區最好的區域型公立大學（regional public universities），並在美國西部區域型大學排名第3，且並列全國最有創造力的大學第一名。
以下該校的美國本科工程課程排名僅包含不授予博士學位的美國大學（該排名分為授予和不授予博士學位兩種排名）。
- 電氣工程: 第2名 [13]
- 計算機工程: 第2名 [14]
- 機械工程: 第3名 [15]
- 工業工程: 第1名 [16]
- 航空航天工程: 第2名 [17]
- 土木工程: 第2名 [18]

DesignIntelligence將該校建築設計系評選為全美最受推崇的學校前十名（2019年第三名、2020年第八名）。

## 外部連結
- 官方網站（页面存档备份，存于）
- Cal Poly Alma Mater and Fight Song
- Cal Poly Discussion Forum（页面存档备份，存于）

35°18′06″N 120°39′35.35″W / 35.30167°N 120.6598194°W